# Mandal
Mandal ([]ⓘ) es una ciudad Noruega, sede administrativa del nuevo municipio de Lindesnes en el recientemente creado (1 de enero de 2020) condado de Agder. Fue también, hasta el 31 de diciembre de 2019, un antiguo  municipio del desaparecido condado de Vest-Agder. Mandal es la ciudad más austral del país. Se encuentra a 45 km al oeste de Kristiansand.

## Historia

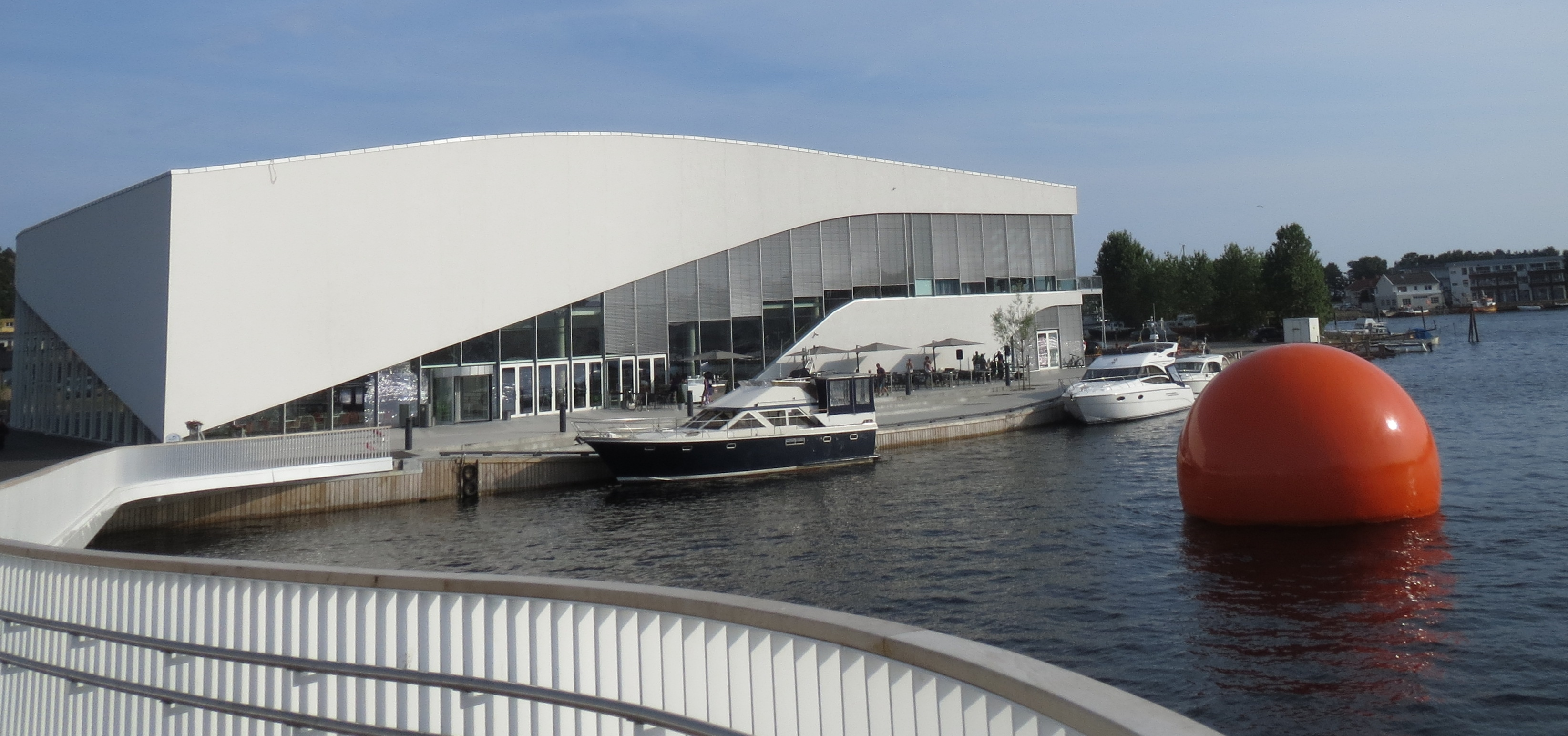
Buen, la nueva casa de la cultura de la ciudad

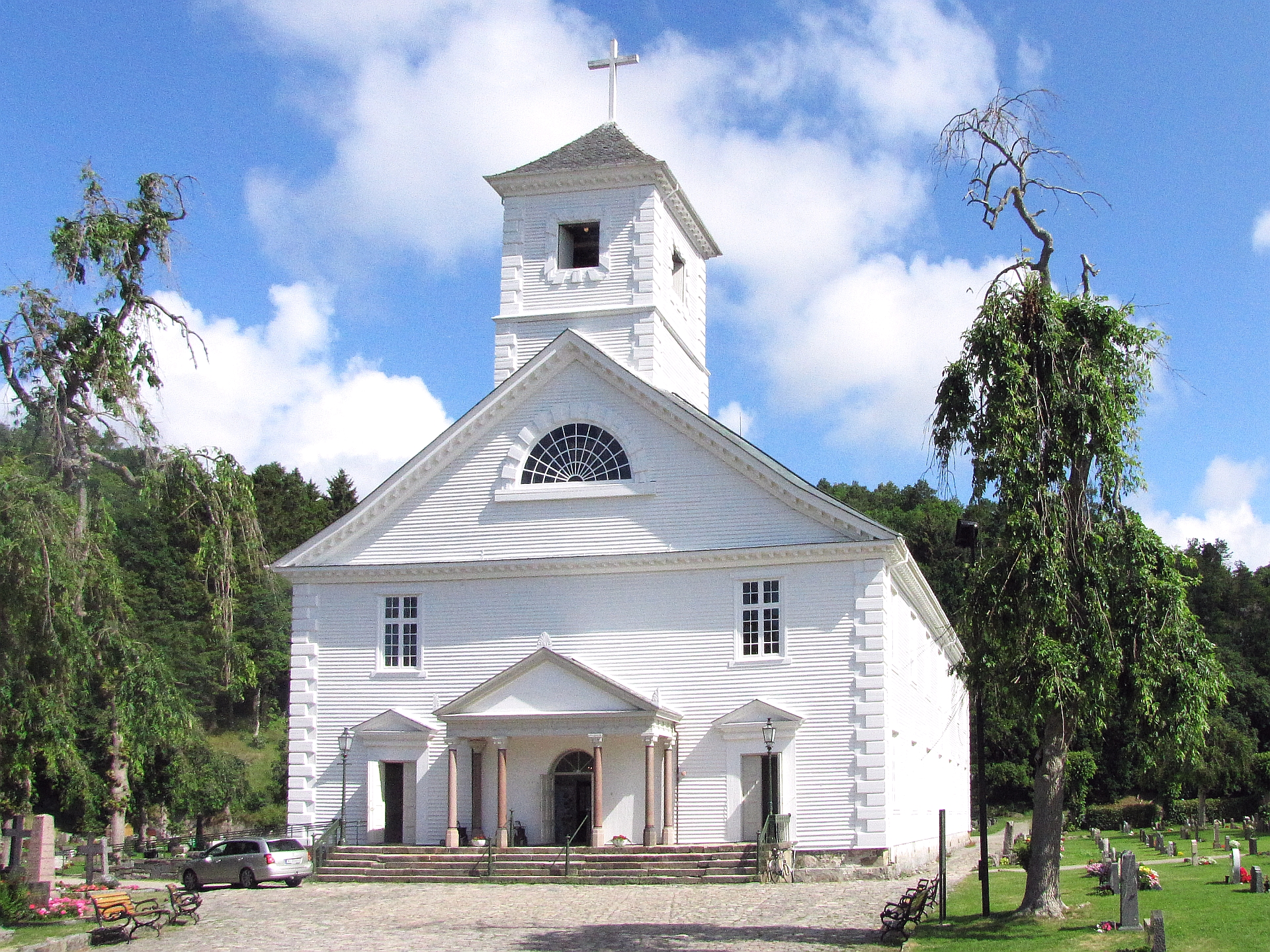
Mandal iglesia de 1821

Mandal fue creado como estación de carga de madera en el año 1500, principalmente de los Países Bajos. Más tarde, fue un pequeño asentamiento. En 1862 se construyó una fábrica de parafina con un método de producción desarrollado en Escocia. En 1872, la fábrica tuvo que cerrar ante la competencia extranjera. Sin embargo, las buenas relaciones basadas en que las principales familias habían emigrado a Escocia.
La orilla en Mandal se compone principalmente de arena, por lo que en torno a 1900 se llevaron a cabo medidas contra la erosión. La iglesia fue elevada en la ciudad en 1921.
En la Segunda Guerra Mundial se encontraban estacionados en el área de hasta 2000 soldados, y sus búnkeres y trincheras aún son visibles en parte. En 1969 una tormenta arruinó un bosque de 2000 m³.
La biblioteca, galería de arte, cine, sala de conciertos y teatro está ubicado en la nueva casa de la cultura en la ciudad, Buen.

### Nombre
En nórdico antiguo Mandal era Marnardalr. El primer elemento es el genitivo del río Mǫrn (ahora Mandalselva) y el último elemento es dalr que significa "valle".
El antiguo nombre de la ciudad (antes de 1653) fue Vesterrisør. El nombre se refería a la isla de Risøya que estaba cerca de la ciudad y el primer elemento se añadió en el siglo XVI para distinguirla de la ciudad de Østerrisør.

### Escudo de armas
El escudo de armas es reciente. Se les concedió el 2 de julio de 1921. Muestra tres salmones que simboliza la importancia de la pesca de salmón en Mandal que ha tenido un papel importante en el desarrollo de la ciudad.

## Galería

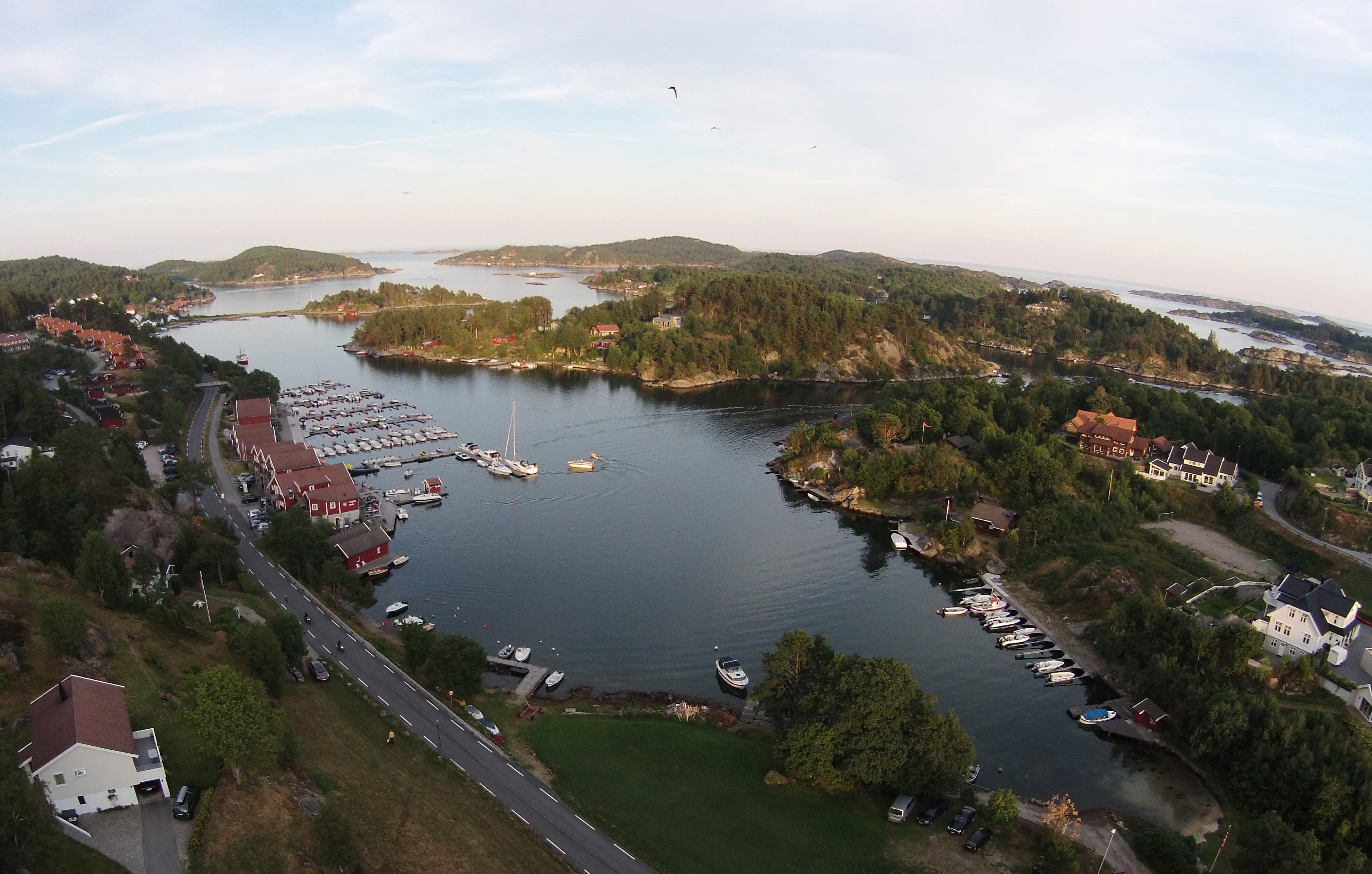
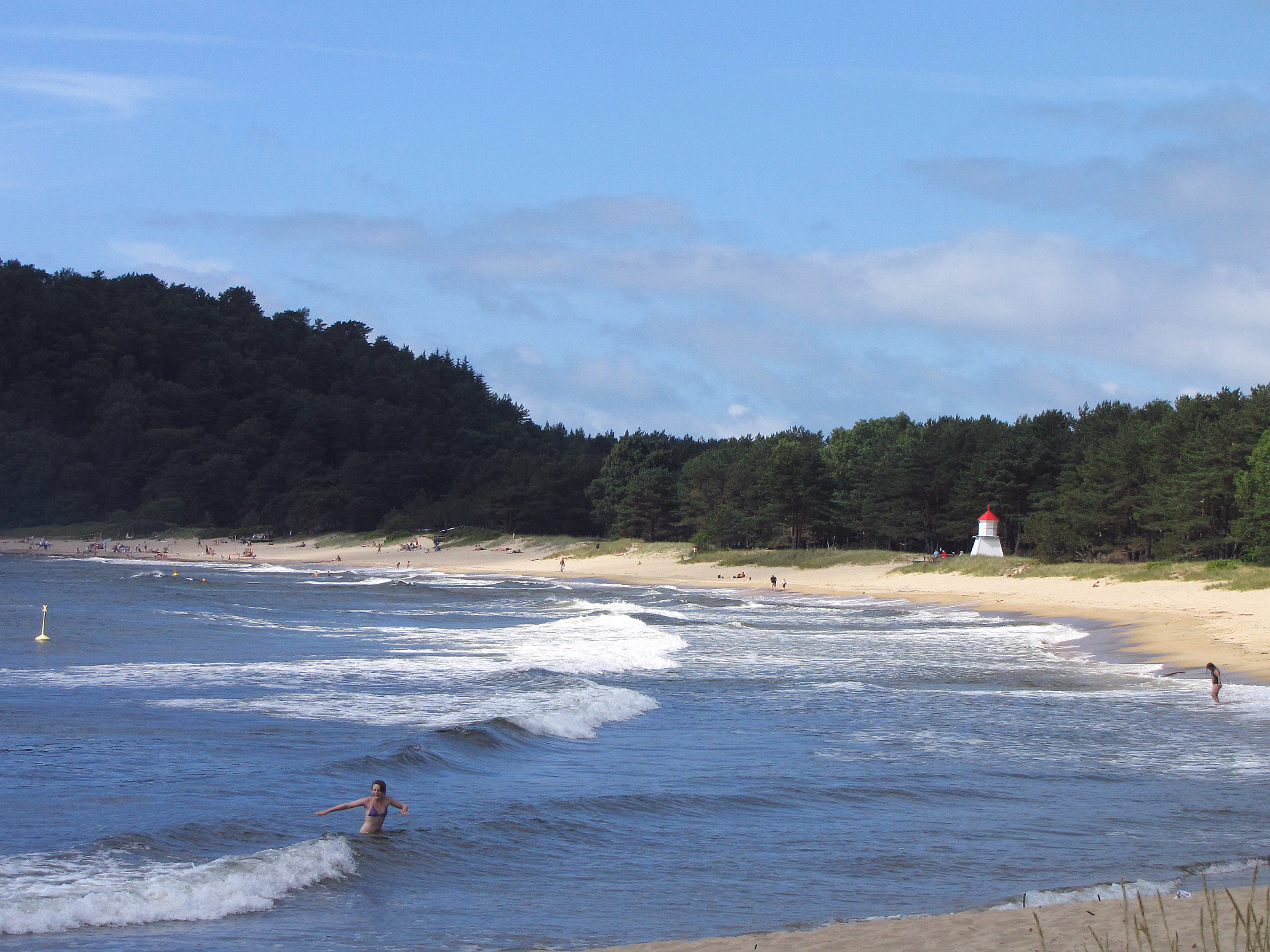
Playa de Mandal al oeste de la ciudad
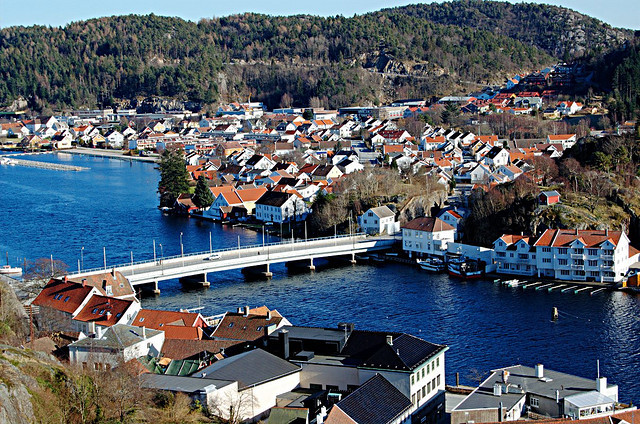
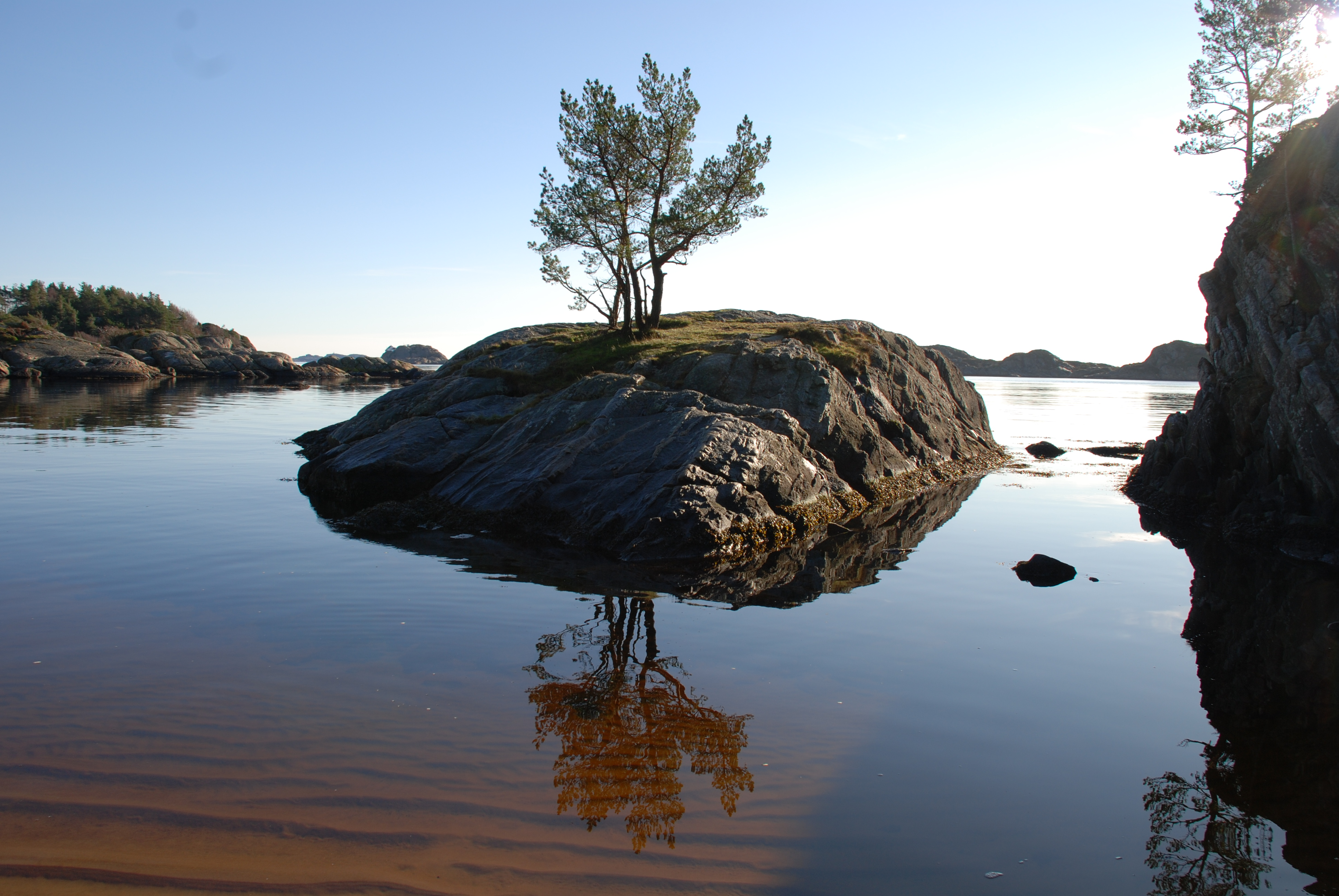